# Commissariat à l’énergie atomique et aux énergies alternatives
O Commissariat à l’énergie atomique et aux énergies alternatives (CEA, em português: Comissariado de energia atômica e energias alternativas), até março de 2010 Commissariat à l'énergie atomique, é uma instituição de pesquisa estatal de caráter comercial francesa, vinculada com diversos ministérios do Governo da França. A instituição foi fundada em 1946 por Charles de Gaulle. O primeiro alto comissário foi Frédéric Joliot-Curie.
A missão da instituição é obter conhecimento suficiente e avançado sobre processos nucleares e suas aplicações nas áreas de energia, indústria, pesquisa, saúde e defesa. CEA emprega mais de 15.000 pesquisadores, engenheiros, técnicos e funcionários e mantem diversos centros de pesquisas. Internacionalmente representa a França diante da Agência Internacional de Energia Atómica.